# Cambiasca
Cambiasca település Olaszországban. Lakosainak száma 1586 fő (2023. január 1.). Cambiasca Caprezzo, Miazzina, Verbania és Vignone községekkel határos.

## Népesség
A település népességének változása:
| Lakosok száma | 1663 | 1648 | 1586 |
|               | 2017 | 2018 | 2023 |